# Castlewood (Dacota do Sul)
Castlewood é uma cidade localizada no estado norte-americano de Dacota do Sul, no Condado de Hamlin.

## Demografia
Segundo o censo norte-americano de 2000, a sua população era de 666 habitantes.
Em 2006, foi estimada uma população de 668, um aumento de 2 (0.3%).

## Geografia
De acordo com o United States Census Bureau tem uma área de
2,9 km², dos quais 2,9 km² cobertos por terra e 0,0 km² cobertos por água. Castlewood localiza-se a aproximadamente 544 m acima do nível do mar.

## Localidades na vizinhança
O diagrama seguinte representa as localidades num raio de 24 km ao redor de Castlewood.